# Carl Emil Moltke
Carl Emil Moltke greve af Nørager (9. januar 1773 – 1. marts 1858) Diplomat og godsejer.
Født i København som yngste søn af lensgreve Adam Gottlob Moltke af Bregentved (1710-1792) og Sophie Hedevig von Raben (1732-1802). Han var oprindelig søofficer (fra 1789) samt avanceret til premierløjtnant (1797), da han i 1798 indtrådte i den diplomatiske tjeneste som legationssekretær i Lissabon, hvor han forblev til 1801. Da blev han forflyttet til Madrid og samtidig udnævnt til kammerherre.
C.E. Moltke var i 1803 udtrådt definitivt af søetaten, og året efter udnævntes han til gesandt i Stockholm. Han måtte dog nogle år senere forlade det pga. krigsforholdene. I 1809 blev han derpå udnævnt til gesandt i Haag, men tiltrådte først posten i 1815, samme år som han modtog Storkorset af Dannebrog. Han var i de mellemliggende år blevet sendt på diplomatiske rejser bl.a. til det russiske hovedkvarter i Schlesien, hvor han skulle forsøge at mægle mellem kejser Alexander og England.
Efter 5 års ophold i Haag blev Moltke udnævnt til gehejmekonferensråd og forflyttet til London, hvor han forblev til 1832, da han forlod den diplomatiske karriere og trak sig tilbage på sit gods Aagaard, som han havde købt i 1804. Hans virke i statens tjeneste var dog hermed ikke forbi, i det han var medlem af stænderforsamlingen i Roskilde fra 1835-1846, ligesom han i 1840 blev udnævnt til ordenssekretær, en post han beklædte lige til sin død, d. 19. marts 1858 på Nørager, hans anden ejendom, som han havde købt i 1837.
Blev viet i København d. 4. juli 1807 til komtesse Asta Thusnelda von Münster-Meinhövel, som blev født 3. oktober 1788 muligvis i Osnabruck, og døde 12. september 1842 i Slesvig by. Hun var datter af gehejmeråd og greve Georg Werner August Did. Münster-Meinhövel og dennes tredje hustru.

## Børn
1. Amalie Thekla Moltke (1811-1876) ugift
2. Marie Caroline Vilhelmine Moltke (1815-?) ugift
3. Adam Georg Ernst Henrik Moltke (1822-1896) diplomat, godsejer og formand for diakonissestiftelsen i København.